# 2025 chez Disney
Cet article présente la liste des évènements de la The Walt Disney Company ayant eu lieu en 2025.

## Événements

### Janvier
- 6 janvier 2025, Disney annonce la fusion de son service de télévision en direct de Hulu avec la société FuboTV en échange d'une prise de participation de 70% du capital de Fubo mettant fin au conflit sur Venu Sports[1]